# ディア・アメリカ 戦場からの手紙
『ディア・アメリカ 戦場からの手紙』（Dear America: Letters Home from Vietnam）は、1987年制作のビル・コーチュリー監督のドキュメンタリー映画。ベトナム戦争をテーマとした作品。もともとはTV映画として製作された。
映像はすべて実録。平均年齢19歳のアメリカ兵たちが戦場から送った手紙を、ハリウッドスターたちが実録映像をバックに朗読する。
ナレーションにはロバート・デ・ニーロ、マイケル・J・フォックス、トム・ベレンジャー、マット・ディロン、ウィレム・デフォー、ショーン・ペン、ブライアン・デネヒー、ロビン・ウィリアムズ、マーティン・シーン、ロバート・ダウニー・Jr、エレン・バースティン、キャスリーン・ターナー、ハーヴェイ・カイテルなど多数のスターが参加。そのほとんどが手弁当での出演であった。